# Bitwa pod Muizenberg
Bitwa pod Muizenberg – potyczka stoczona 7–8 sierpnia  1795 roku między nieregularnymi oddziałami holenderskich kolonistów a wojskami brytyjskimi. W jej wyniku doszło do zdobycia przez Brytyjczyków holenderskiego obozu w okolicach osady Muizenberg, co umożliwiło im później wkroczenie do Kapsztadu i zajęcie całej Kolonii Przylądkowej na następne 8 lat. Terytorium to powróciło pod panowanie holenderskie w roku 1803 na podstawie pokoju w Amiens. Jednak wkrótce potem, w 1806 roku Brytyjczycy zajęli je ponownie (bitwa pod Blaauwberg), tym razem na ponad 100 lat.